# Bisaltes uniformis
Bisaltes uniformis är en skalbaggsart som beskrevs av Stefan von Breuning 1939. Bisaltes uniformis ingår i släktet Bisaltes och familjen långhorningar. Inga underarter finns listade.